# الدرزلی، نیو ساوت ولز
الدرزلی (به انگلیسی: Elderslie) یک حومه شهر در استرالیا است که در نیو ساوت ولز واقع شده‌است.